# Karner Bad Deutsch-Altenburg

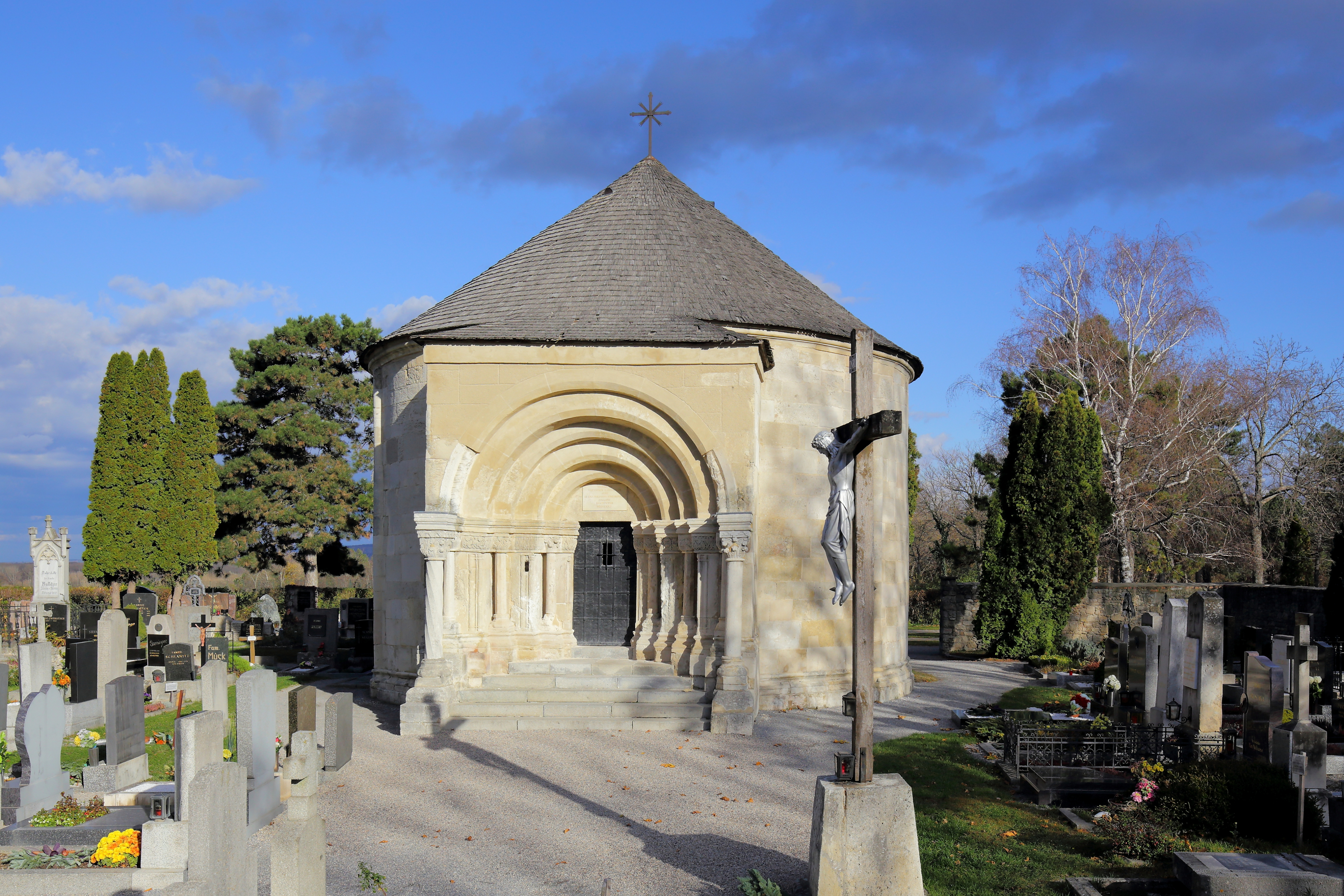
Karner mit Portalvorbau

Der Karner Bad Deutsch-Altenburg steht südöstlich der Pfarrkirche im Friedhof der Marktgemeinde Bad Deutsch-Altenburg im Bezirk Bruck an der Leitha in Niederösterreich. Der Karner mit einem Beinhaus steht unter Denkmalschutz (Listeneintrag).

## Geschichte
Der Karner entstand im Ende des 12. und Anfang des 13. Jahrhunderts. Im 17. bzw. 18. Jahrhundert wurde der Bau dem Patrozinium hl. Leopold geweiht. 1823 war eine Restaurierung. Seit 1995 steht der Karner im Eigentum der Marktgemeinde und wird als Aufbahrungshalle genutzt.

## Architektur
Kapellenäußeres
Der romanische Rundbau aus Quadermauerwerk unter einem Kegeldach hat östlich eine halbkreisförmige Apsis und westlich einen Portalvorbau mit einem tiefen fünffach gestuften Trichterportal. Die Fassade hat einem umlaufenden profilierten Sockel und in der Fläche teils fragmentierte vertikale Halbstäbe. Die Apsis hat ein Scheitelfenster, Ecklisenen, drei Stäbe, zwei Kapitelle und eine Konsole aus dem 12. Jahrhundert.
Kapelleninneres
Der Hauptraum über einem Beinhaus hat ein kuppeliges Gratgewölbe aus dem Ende des 17. Jahrhunderts auf wuchtigen gestuft ausgerundeten Konsolen des ehemaligen schweren Bandrippengewölbes. Reste der Wandmalerei aus der zweiten Hälfte des 13. Jahrhunderts, 1951/1954 aufgedeckt, zeigen Meerestiere und ein Meerweibchen, einen Christuskopf und die Schulterpartie einer tiefer befindlichen Figur, aus dem Leben einer heiligen Frau eine Richterszene und deren Verbrennung, zwei Engel, in der Fensterlaibung Ranken.
Das Beinhaus hat eine Mittelstütze.

## Ausstattung
Es gibt einen steinernen Blockaltar und eine steinerne Sitzbank.